# Brookenby
Brookenby – wieś w Anglii, w hrabstwie Lincolnshire, w dystrykcie West Lindsey. Leży 33 km na północny wschód od Lincoln i 215 km na północ od Londynu.